# Polygala timoutou
Polygala timoutou är en jungfrulinsväxtart som beskrevs av Jean Baptiste Christophe Fusée Aublet. Polygala timoutou ingår i släktet jungfrulinssläktet, och familjen jungfrulinsväxter. Inga underarter finns listade i Catalogue of Life.